# Чешка музика
Чешка музика садржи музичке традиције Чешке или историјских целина од којих је састављена, тј. Чешких земаља (Бохемија, Моравска, Чешка Шлеска). Чешка музика такође представља значајан део музичке културе свог директног претходника, Чехословачке. 
Музика у овом крају има своје корене у сакралној музици од пре више од хиљаду година. Најстарија снимљена песма са ове територије је химна Hospodine, pomiluj ny („Господе, смилуј нам се“), која потиче с прелаза у 11. век.

## Традиционална музика
Бохемска традиционална музика укључује Чодско ( чешки  Chodsko), где су гајде уобичајене. Моравска традиционална музика позната је по цимбалу који се свира у ансамблима који укључују и контрабас, кларинет и виолине. Традиционална моравска музика показује регионалне утицаје, посебно из Влашке са румунском и украјинском оставштином, и има блиске културне односе са Словачком и Лакијом (граница северне Моравске и Чешке Шлезије) са њеним пољским становништвом. 
Познати плес из региона је бохемска полка.

## Бохемска музика
Рани докази о музици са овог краја документовани су у рукописима из библиотеке цистерцитског манастира у Виши Броду (основан 1259.). Један од најважнијих је рукопис бр. 42, из 1410. Садржи химну звану Jezu Kriste, ščedrý kněže ("Исус Христос Побожни Принц"), коју би људи певали током проповедања Јана Хуса. 
Са развојем градова у 15. веку, музика је почела да игра важну улогу у два бохемска центра: Прахатице и Сушице. Вацлав из Прахатице (Vaclav z Prachatic) се бавио теоријом музике на Карловом универзитету у Прагу. Његов рукопис Musica magistrii Johannis de Muris accurtata de musica Boethii  је колективно дело о теорији музике инспирисано мислима Јохана де Муриса (Johan de Muris), који је радио у Паризу, и налази се у универзитетској библиотеци. 
Опсежне музичке активности у Прахатицама одвијале су се у другој половини 16. века током ренесансе, запаженог периода literátská bratrstva („братства од слова“). Њихов главни фокус било је певање у заједници извођено током церемонијалних служби. Братство је основало своју меморијалну књигу 1575. године у којој су описане њене активности до 1949. године, када је братство пропало. Контрареформација Хабсбурга у Бохемији након 1620. године такође је утицала на музику у региону. Католички свештеници су изводили грегоријанске хорске песме, док је народ певао духовне песме, често засноване на протестантској традицији. Ово се завршило новим католичким издањем књига химни попут Capella regia musicalis. 
Пример чешког класицизма су Франтишек Ксавер Брики (František Xaver Brixi), Јохан Баптист Ванхал (Johann Baptist Wanhal) и Аугустин Шенкир (Augustin Šenkýř). Међу композиторима из 18. и 19. века су Винценц Машек (Vincenc Mašek), Јан Јакуб Риба (Jan Jakub Ryba), Јан Аугуст Витасек (Jan August Vitasek). У 19. веку немачке и аустријске продукције су такође имале своје место овде. Оснивач чешке националне музике Беджих Сметана био је инспирисан бохемском шумом, стварајући своју симфонијску песму Влтава. Антоњин Дворжак био је такође инспирисан Бохемском шумом у комаду званом Klid pro violoncello a orchestr. 
Традиционална музика Чешке и Моравске утицала је на радове композитора попут Леоша Јаначека, Антоњина Дворжака, Беџиха Сметане и Бохуслава Мартина.  